# 칠엽수아과
칠엽수아과(七葉樹亞科, 학명: Hippocastanoideae 히포카스타노이데아이[*])는 무환자나무과의 아과이다. 분류학자에 따라서는 별도의  칠엽수과(Hippocastanaceae)로 분류하기도 한다.

## 하위 분류
| 단풍나무족(Acereae Dumort.) - 단풍나무속(Acer L.) - Dipteronia Oliv. | 칠엽수족(Hippocastaneae Dumort.) - 칠엽수속(Aesculus L.) - Billia Peyr. - Handeliodendron Rehder |